# Дорнбург-Камбург
Дорнбург-Камбург (њем. Dornburg-Camburg) град је у њемачкој савезној држави Тирингија. Једно је од 93 општинска средишта округа Зале-Холцланд. Према процјени из 2010. у граду је живјело 5.682 становника. Посједује регионалну шифру (AGS) 16074011.

## Географски и демографски подаци
Дорнбург-Камбург се налази у савезној држави Тирингија у округу Зале-Холцланд. Град се налази на надморској висини од 130 метара. Површина општине износи 30,7 km². У самом граду је, према процјени из 2010. године, живјело 5.682 становника. Просјечна густина становништва износи 185 становника/km².